# Koca Mustafa Pascià
Pascià Koca Mustafa (Koca significa grande; ... – Bursa, 1512) è stato un politico ottomano.
Egli fu gran visir dell'Impero ottomano dal 1511 al 1512. Era di etnia greca (Rūm) e non proveniente dal devşirme.

## Biografia
Koca Mustafa iniziò la sua carriera come kapıcıbaşı, ovvero "capo delle guardie della porta" del Palazzo di Topkapı: in questo ufficio funse anche da Maestro di cerimonie ai ricevimenti per gli ambasciatori stranieri. Nominato Gran Visir verso la fine del regno di Bayezid II, che gli aveva dato in moglie la figlia Kamerşah Sultan nel 1491 (da cui ebbe una figlia, Hundi Hanımsultan, che sposò Mesih Bey; e un figlio, Sultanzade Osman Bey), fu giustiziato nel 1512. A Istanbul fece convertire in moschee due antiche chiese bizantine, che furono entrambe intitolate a lui: rispettivamente le moschee di Koca Mustafa Pascià e di Atik Mustafa Pascià. 